# Mount Waterman
Mount Waterman är ett berg i Antarktis. Det ligger i Östantarktis. Nya Zeeland gör anspråk på området. Toppen på Mount Waterman är 3 877 meter över havet, eller 634 meter över den omgivande terrängen. Bredden vid basen är 4,2 km. Waterman ingår i Hughes Range.
Terrängen runt Mount Waterman är varierad. Trakten är obefolkad. Det finns inga samhällen i närheten.